# Cattedrale di Tønsberg
La cattedrale di Tønsberg (in lingua norvegese Tønsberg domkirke) è il principale edificio di culto della città di Tønsberg, in Norvegia, ed è sede della diocesi di Tunsberg per la chiesa di Norvegia.

## Storia
La cattedrale è stata costruita sulle rovine della chiesa di San Lorenzo, della prima metà del XII secolo e demolita nel 1814. Si tratta di una chiesa in mattoni in stile gotico, originariamente progettata dall'architetto Christian Heinrich Grosch e completata nel 1858. Il 19 dicembre 1858 la chiesa è stata consacrata dal vescovo Kristiania Jens Lauritz Arup. L'edificio è stato ristrutturato nel 1939.
La chiesa è stata elevata a cattedrale nel 1948, quando è stato creata la diocesi di Tunsberg per distacco dalla diocesi di Oslo.

## Descrizione
La pala d'altare mostra la passione di Gesù al Getsemani ed è stato dipinto nel 1760 da JP Lindegård. Il pulpito, creato da artigiani locali sconosciuti, è del 1621. Due Bibbie del XVI secolo, una del 1550 e una del 1589, sono conservate nella cattedrale. La cattedrale è riccamente scolpito compresi i quattro evangelisti e i loro simboli personali.